# Роллинг, Дэнни
Дэ́нни Гарольд Ро́ллинг (англ. Danny Harold Rolling; 26 мая 1954 — 25 октября 2006), также известный как «Ге́йнсвиллский потроши́тель» — американский серийный убийца. После признания в убийстве и нанесении увечий пяти студентам в Гейнсвилле, Флорида, совершённым в августе 1990 года, он был приговорён к смертной казни. Также он сознался в изнасиловании нескольких своих жертв при совершении тройного убийства в 1989 году в Шривпорте, Луизиана, и попытке убийства своего отца в мае 1990. В общей сложности Роллинг признался в убийстве восьми человек. В 2006 году приговор был приведён в исполнение.

## Ранние годы
Дэнни Роллинг родился в семье Джеймса и Клаудии Роллинг в Шривпорте, Луизиана. Его отец, офицер полиции, избивал его и его мать, а позднее — и брата Кевина. Клаудиа Роллинг неоднократно пыталась оставить мужа, но всегда к нему возвращалась.
После нескольких арестов в подростковом и юношеском возрасте за серию грабежей в Джорджии Роллингу стало всё трудней стать частью общества и удержаться на постоянной работе. Он работал официантом в Шривпорте в ресторане «Pancho’s». В 1990 году Роллинг попытался убить отца во время ссоры.

## Убийства семьи Гриссомов
Незадолго до казни Роллинг в письме сознался в убийстве 55-летнего Уильяма Т. Гриссома, его 24-летней дочери Джули и 8-летнего внука Шона, когда они собрались на обед 4 ноября 1989 года в доме Гриссома. Убийства в Гейнсвилле получили широкую огласку, и полиция Шривпорта обратила внимание гейнсвиллской полиции на схожесть почерка убийства: тело Джули Гриссом было изуродовано, вымыто и уложено в определённую позу. Это сходство и привлекло интерес полиции Гейнсвилла к Роллингу. Хотя у шривпортской полиции в 1994 году был открыт ордер на его арест, она никогда не преследовала его выдачу, предполагая, что во Флориде его быстрее приговорят к смертной казни, чем в Луизиане.

## Гейнсвиллский потрошитель
Позже он бежал во Флориду, где устроил серию краж со взломом и грабежей, которая завершилась убийством пяти человек в Гейнсвилле. Характерной особенностью его преступлений стало расположение тел таким образом, чтобы подчеркнуть кровавую бойню в комнатах. Для этого он даже устанавливал в комнате несколько зеркал и обезглавливал и/или укладывал тела своих жертв в определённые позы.
Хотя у правоохранительных органов изначально было очень мало доказательств, в ноябре 1991 года Роллингу было предъявлено обвинение в нескольких убийствах; государственный прокурор округа Алачуэй Род Смит осуществлял надзор за ходом следствия. Роллинг признал себя виновным в суде почти четыре года спустя после того, как произошли убийства. Впоследствии он был осуждён и приговорен к смертной казни по каждому пункту.
Ещё два человека (один из Индиалантика, Флорида) были первоначальными подозреваемыми в гейнсвиллских убийствах; после ареста Роллинга их освободили от всех подозрений и обвинений.
Было известно, что Роллинг скрывается в Окале, Флорида, в лесистой местности, в которой теперь находится филиал Home Depot.

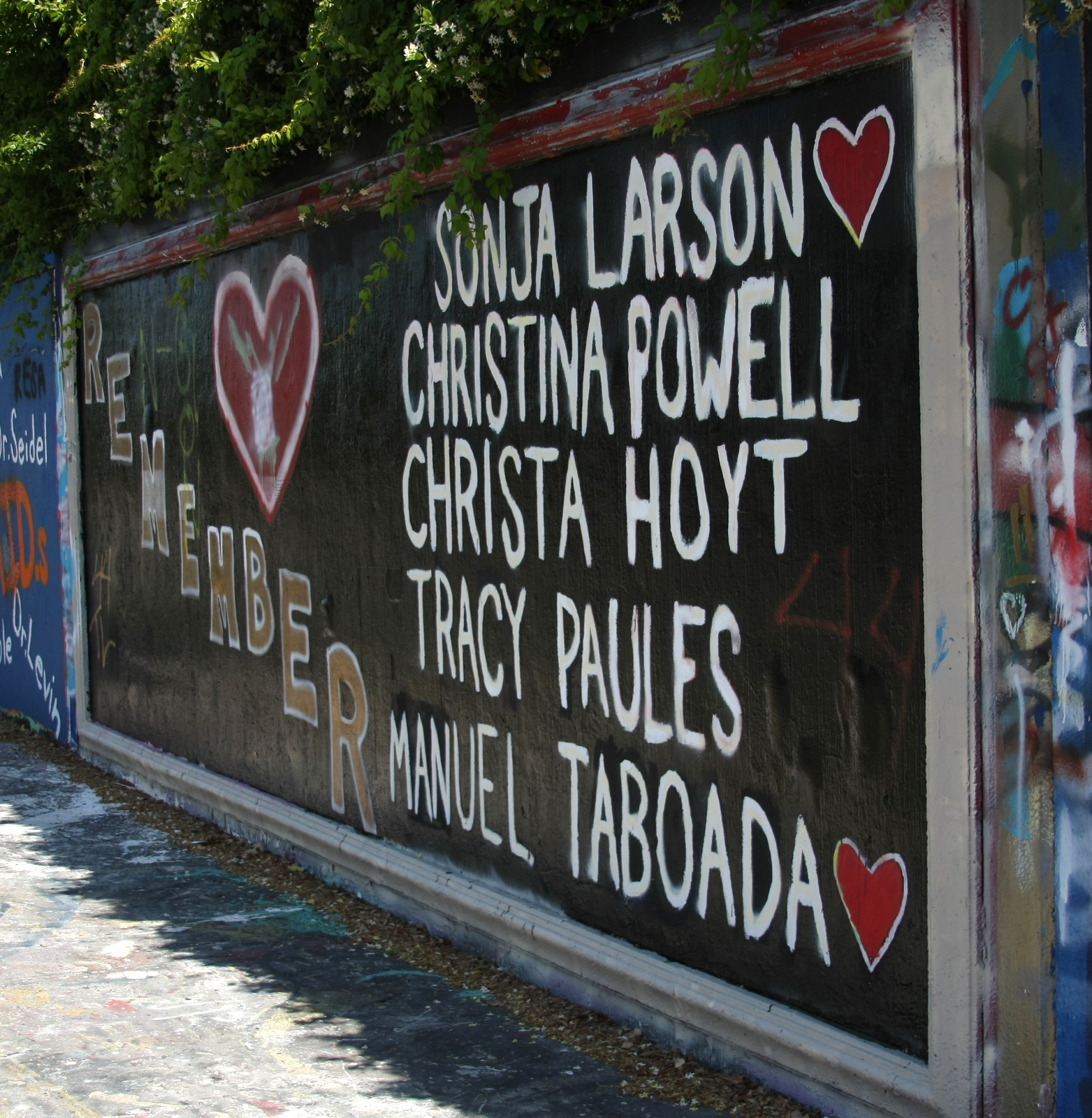
Мемориал пяти студентам на 34th Street Wall в Гейнсвилле, появившийся в 1990 году.

## Казнь
25 октября 2006 года для казни Роллинга была применена смертельная инъекция. Врачи констатировали смерть в 6:13 в тюрьме штата Флорида в Старке примерно в 48 километрах к северо-востоку от Гейнсвилла после того, как Верховный суд США отклонил последнюю апелляцию Роллинга. Он не проявил никаких угрызений совести и отказался делать какие-либо устные заявления или приносить извинения родственникам своих жертв, часть из которых присутствовала в качестве свидетелей на его казни.
Его последний обед состоял из лангустов, креветок, печёного картофеля, клубничного пирога и сладкого чая. В письменном заявлении, сделанном незадолго до казни, Роллинг сознался в трех убийствах, совершенных в Шривпорте (убийствах семьи Гриссомов).

## В массовой культуре
- Историей Дэнни был вдохновлён Кевин Уильямсон, создавший сценарий своего знаменитого фильма «Крик».
- Роллинг помог писательской карьере Сондры Лондон, которая встречалась с ним в тюрьме во время работы с Джерардом Джоном Шефером и другими серийными убийцами.
- Роллинг и гейнсвиллские убийства являются главной темой книги Джона Филипина и Джона Доннелли «Beyond Murder».
- Во время тюремного заключения Роллинг написал и проиллюстрировал роман ужасов «Sicarius», а также несколько песен и стихотворений. Его картины и различные размышления теперь собраны как «Murderabilia».